# Крістіан Суарес
Крістіан Суарес (ісп. Christian Suárez, нар. 2 листопада 1985, Гуаякіль) — еквадорський футболіст, що грав на позиції нападника.
Виступав, зокрема, за клуби «Депортіво Асогес», «Сантос Лагуна» та «Пачука», а також національну збірну Еквадору.
Володар Кубка Лібертадорес.

## Клубна кар'єра
У дорослому футболі дебютував 2004 року виступами за команду «Депортіво Асогес», у якій провів чотири сезони, взявши участь у 30 матчах чемпіонату. 
Згодом з 2008 по 2011 рік грав у складі команд «ЛДУ Кіто», «Ольмедо», «Депортіво Ель Насьйональ» та «Некакса».
Своєю грою за останню команду привернув увагу представників тренерського штабу клубу «Сантос Лагуна», до складу якого приєднався 2011 року. Відіграв за команду з Торреона наступні два сезони своєї ігрової кар'єри. Більшість часу, проведеного у складі «Сантос Лагуни», був основним гравцем атакувальної ланки команди.
У 2013 році уклав контракт з клубом «Пачука», у складі якого провів наступний рік своєї кар'єри гравця. 
Протягом 2014—2018 років захищав кольори клубів «Барселона» (Гуаякіль), «Атлас», «Дорадос де Сіналоа» та «Гуаякіль Сіті».
Завершив ігрову кар'єру у команді «Торерос», за яку виступав протягом 2018—2019 років.

## Виступи за збірну
У 2010 році дебютував в офіційних матчах у складі національної збірної Еквадору.
Загалом протягом кар'єри в національній команді, яка тривала 4 роки, провів у її формі 10 матчів, забивши 3 голи.

## Титули і досягнення
- Володар Кубка Лібертадорес (1):

«ЛДУ Кіто»: 2008